# Arrhenocoela lineata
Arrhenocoela lineata is een keversoort uit de familie bladkevers (Chrysomelidae). De wetenschappelijke naam van de soort werd in 1790 gepubliceerd door Pietro Rossi.